# Bari
Bari (bareško Bare; latinsko Barium; starogrško Βάριον, latinizirano: Bárion) je glavno mesto metropolitanskega mesta Bari in dežele Apulije ob Jadranskem morju, južna Italija. Je drugo najpomembnejše gospodarsko središče celinske južne Italije za Neapljem. Je pristaniško in univerzitetno mesto, pa tudi mesto svetega Nikolaja. Samo mesto ima okoli 316.000 prebivalcev, meri več kot 116 kvadratnih kilometrov, medtem ko širše mestno območje šteje 750.000, metropolitansko območje Barija pa 1,3 milijona ljudi.
Bari je sestavljen iz štirih različnih mestnih predelov. Na severu je tesno zgrajeno staro mestno jedro na polotoku med dvema sodobnima pristaniščema, z baziliko svetega Nikolaja, stolnico San Sabina (1035–1171) in Švabskim gradom, zgrajenim za Friderika II., ki je zdaj tudi okrožje nočnega življenja. Na jugu je četrt Murat (postavil jo je Joachim Murat), sodobno srce mesta, ki je postavljeno na pravokotno mrežo s sprehajališčem ob morju in večjim nakupovalnim okrožjem (via Sparano in via Argiro).
Moderne stanovanjske cone, ki obkrožajo središče Barija, so bile zgrajene v 1960-ih in 1970-ih in nadomestile stara predmestja, ki so se razvila ob cestah, ki so se razprostirale navzven od vrat v mestnem obzidju. Poleg tega so se zunanja predmestja v 1990-ih hitro razvila. Mesto ima prenovljeno letališče Karol Wojtyła, ki ima povezave z več evropskimi mesti.

## Zgodovina

### Antika
Nekateri najstarejši arheološki dokazi kažejo, da je bil Bari prvič naseljen v bronasti dobi, okoli leta 2000 pr. n. št. Mesto so verjetno ustanovili Grki. Mesto je imelo močan grški vpliv in ko je prešlo pod rimsko oblast v 3. stoletju pr. n. št., je razvilo strateški pomen kot stičišče med obalno cesto in Via Traiana ter kot pristanišče za trgovino proti vzhodu; iz Barija je vodila odcepna cesta v Tarentum (sodobni Taranto). Njegovo pristanišče, omenjeno že leta 181 pr. n. št., je bilo verjetno glavno okrožje v starih časih, tako kot je danes, in je bilo središče ribištva. Prvi zgodovinski škof v Bariju je bil Gervazij, ki je bil zabeležen na koncilu v Sardici leta 347. Škofje so bili do 10. stoletja odvisni od carigrajskega patriarha.

### Srednji vek
Po opustošenju v gotskih vojnah je bil pod langobardsko vladavino ustanovljen niz pisnih predpisov, Consuetudines Barenses, ki so vplivali na podobne pisne ustave v drugih južnih mestih. Do prihoda Normanov so Bari še naprej upravljali Longobardi in Bizantinci, z občasnimi prekinitvami.
V tem obdobju in celo v srednjem veku je Bari služil kot eno glavnih skladišč sužnjev v Sredozemlju, in je zagotavljal osrednjo lokacijo za trgovino s slovanskimi sužnji. Sužnje so večinoma zajele Benetke v Dalmaciji, Sveto rimsko cesarstvo iz današnje Prusije in Poljske ter Bizantinci od drugod po Balkanu, na splošno pa so bili namenjeni v druge dele Bizantinskega cesarstva in (najpogosteje) v muslimanske države okoli Sredozemlja: Abasidski kalifat, Omajadski kalifat v Kordobi, Sicilski emirat in Fatimidski kalifat (ki se je opiral na Slovane, kupljene na trgu v Bariju za svoje legije sakalabskih mamelukov).
Bari je bil 20 let središče Emirata Bari; mesto so leta 847 zavzeli njegovi prvi emirji Kalfun, ki so bili del najemniške garnizije, ki jo je tam postavil Radelhis I. iz Beneventa.  Mesto je bilo osvojeno in emirat ugasnil leta 871 po petletni kampanji cesarja Ludvika II., ki mu je pomagala bizantinska flota.
Chris Wickham navaja, da je Ludvik porabil pet let v kampanji, da je zasedel Bari, in to le na račun bizantinsko/slovanske pomorske blokade, za kar je Ludvik prisvojil zasluge za uspeh vsaj v frankovskih očeh, nato pa zaključi z ugotovitvijo, da je s tem, da je ostal v južni Italiji še dolgo po tem uspehu, dosegel skoraj nemogoče: zavezništvo Beneventancev, Salernčanov, Neapeljčanov in Společanov proti njemu; poznejši viri vključujejo tudi Sawadana. Leta 885 je Bari postal rezidenca lokalnega bizantinskega guvernerja (catapan). Neuspeli upor (1009–1011) langobardskih plemičev Melusa iz Barija in njegovega svaka Dattusa proti bizantinskemu guvernerju, čeprav je bil v bitki pri Kanah (1018) močno zadušen, je njihovim zaveznikom pustolovcem Normanom ponudil prvo oporišče v regiji. Leta 1025 se je Bari pod nadškofom Bizantijem pridružil rimskemu sedežu in dobil "provincialni" status.
Leta 1071 je Bari po triletnem obleganju zavzel Robert Guiscard. Bari je bil zajet 16. aprila 1071, ko je Robert Guiscard vstopil v mesto, kar je končalo več kot petstoletno bizantinsko prisotnost v južni Italiji.
Bazilika sv. Nikolaja je bila ustanovljena leta 1087 za sprejem relikvij tega svetnika, ki so bile na skrivaj pripeljane iz Mire v Likiji, na bizantinskem ozemlju. Svetnik se je začel razvijati od svetega Nikolaja iz Mire v svetega Nikolaja iz Barija in pritegnil romarje, katerih spodbujanje in skrb sta postala osrednjega pomena za gospodarstvo Barija. Leta 1095 je Peter Puščavnik tam pridigal prvo križarsko vojno.[4] Oktobra 1098 je papež Urban II., ki je baziliko posvetil leta 1089, sklical koncil v Bariju, eno od vrste sinod, sklicanih z namenom sprave Grkov in Latinov glede vprašanja o klavzuli filioque v veroizpovedi, ki jo je Sveti Anzelm spretno branil, sedeč ob papeževi strani. Grki niso bili pripravljeni na latinski način razmišljanja in veliki razkol je bil neizogiben.
Leta 1117 je v Bariju izbruhnila državljanska vojna z umorom nadškofa Risa. Nadzor nad Barijem je prevzel Grimoald Alferanites, domači Langobard in je bil izvoljen za gospodarja ob nasprotovanju Normanov. Do leta 1123 je okrepil vezi z Bizancem in Benetkami ter prevzel naslov gratia Dei et beati Nikolai barensis princeps. Grimoald je v svojem mestu povečal kult svetega Nikolaja. Kasneje se je poklonil Rogeriju II. Sicilskemu, vendar se je uprl in bil leta 1132 poražen.
Bari je med letoma 1155 in 1158 zasedel Manuel I. Komnen. Leta 1246 je bil Bari opustošen in zravnan s tlemi; Friderik II., sveti rimski cesar in kralj Sicilije, je popravil trdnjavo Baris, vendar je bila pozneje večkrat uničena. Bari si je vsakič opomogel.

### Zgodnja moderna doba
Izabela Aragonska, neapeljska princesa in vdova milanskega vojvode Giana Galeazza Sforze, je razširila grad in ga med letoma 1499–1524 naredila za svojo rezidenco. Po smrti poljske kraljice Bone Sforze je bil Bari vključen v Neapeljsko kraljestvo in njegova zgodovina se je sklenila z lokalno, saj je malarija postala endemična v regiji. 
Bari je iz provincialne zaspanosti prebudil Napoleonov svak Joachim Murat. Kot napoleonski kralj Neaplja je Murat leta 1808 naročil gradnjo novega dela mesta, ki je bilo zasnovano na racionalističnem mrežnem načrtu, ki danes nosi njegovo ime kot Murattiano. Pod to spodbudo se je Bari razvil v najpomembnejše pristaniško mesto v regiji. 
Mussolinijeva dediščina je vidna v impozantni arhitekturi ob obali.

### Druga svetovna vojna
11. septembra 1943 je v povezavi s premirjem v Cassibileu Bari brez odpora zavzela britanska 1. letalska divizija, nato pa so se oktobra in novembra 1943 v Bariju zbrale novozelandske enote iz 2. novozelandske divizije.
Balkansko letalstvo, ki je podpiralo jugoslovanske partizane, je imelo bazo v Bariju.

#### Katastrofa kemičnega vojskovanja leta 1943
Zaradi tragičnega naključja, ki si ga v drugi svetovni vojni ni želela nobena od nasprotnih strani, je Bari pridobil neljubo priznanje, da je med vojno edino evropsko mesto, ki je doživelo učinke, kot je kemična vojna.
V noči na 2. december 1943 je 105 nemških bombnikov Junkers Ju 88 napadlo pristanišče Bari, ki je bilo ključno oskrbovalno središče zavezniških sil, ki so se prebijale na italijanski polotok. V prenatrpanem pristanišču je bilo potopljenih več kot 20 zavezniških ladij, vključno z ameriško ladjo Liberty John Harvey, ki je prevažala gorčični plin; poročali so tudi, da je bil gorčični plin naložen na obali, kjer je čakal na transport (kemično sredstvo je bilo namenjeno maščevanju, če bi nemške sile sprožile kemično vojno). Prisotnost plina je bila strogo tajna in ZDA niso obvestile britanskih vojaških oblasti v mestu o njegovem obstoju. To je povečalo število smrtnih žrtev, saj so britanski zdravniki – ki niso imeli pojma, da se soočajo z učinki gorčičnega plina – predpisali ustrezno zdravljenje tistim, ki so trpeli zaradi izpostavljenosti in potopitve, kar se je v mnogih primerih izkazalo za usodno. Ker se reševalci niso zavedali, da imajo opravka s plinom, je med reševalci nastalo veliko dodatnih žrtev zaradi stika z onesnaženo kožo in oblačili tistih, ki so bili bolj neposredno izpostavljeni plinu.
Po napadu je bilo pristanišče tri tedne zaprto za delovanje in se je vrnilo v polno zmogljivost šele februarja 1944.
Član medicinskega osebja ameriškega generala Dwighta D. Eisenhowerja, Stewart F. Alexander, je bil po napadu poslan v Bari. Alexander se je usposabljal v vojaškem Edgewood Arsenalu v Marylandu  in je bil seznanjen z nekaterimi učinki gorčičnega plina. Čeprav ni bil obveščen o tovoru, ki ga je prevažala John Harvey in je večina žrtev utrpela netipične simptome zaradi izpostavljenosti plinu, razredčenem v vodi in olju (v nasprotju z zrakom), je Alexander hitro ugotovil, da je prisoten gorčični plin. Čeprav v verigi poveljevanja ni mogel dobiti nobenega priznanja, je Alexander prepričal medicinsko osebje, da zdravi bolnike zaradi izpostavljenosti gorčičnemu plinu in tako rešil številna življenja. Ohranil je tudi veliko vzorcev tkiv obdukcijskih žrtev v Bariju. Po drugi svetovni vojni so ti vzorci povzročili razvoj zgodnje oblike kemoterapije na osnovi gorčice, Mustine.
Po ukazu zavezniških voditeljev Franklina D. Roosevelta, Winstona Churchilla in Eisenhowerja so bili zapisi uničeni in vsa zadeva je bila dolga leta po vojni tajna. Ameriške evidence o napadu so bile razkrite leta 1959, vendar je epizoda ostala nejasna do leta 1967, ko je pisatelj Glenn B. Infield zgodbo razkril v svoji knjigi Disaster at Bari. Poleg tega obstaja precejšen spor glede natančnega števila smrtnih žrtev. V enem poročilu: »[S]devetinšestdeset smrti je bilo v celoti ali delno pripisanih gorčičnemu plinu, večinoma ameriških trgovskih mornarjev«.  Drugi navajajo »več kot tisoč zavezniških vojakov in več kot tisoč italijanskih civilistov«.
Del zmede in polemik izhaja iz dejstva, da je bil nemški napad, ki je dobil vzdevek The Little Pearl Harbor po japonskem zračnem napadu na ameriško pomorsko oporišče na Havajih, sam po sebi zelo uničujoč, razen učinkov plina. Pripisovanje vzrokov smrti plinu, za razliko od neposrednih učinkov nemškega napada, se je izkazalo za vse prej kot enostavno.
Afera je tema dveh knjig: Disaster at Bari, avtorja Glenna B. Infielda, in Nightmare in Bari: The World War II Liberty Ship Poison Gas Disaster and Coverup, avtorja Geralda Reminicka.
Leta 1988 je dr. Stewart Alexander s prizadevanji Nicka T. Sparka, ameriških senatorjev Dennisa DeConcinija in Billa Bradleyja prejel priznanje generalnega kirurga ameriške vojske za svoja dejanja med katastrofo v Bariju.

#### EksplozijaCharlesa Hendersona
Pristanišče Bari je ponovno prizadela katastrofa 9. aprila 1945, ko je Liberty ladja Charles Henderson eksplodirala v pristanišču, medtem ko je razkladala 2000 ton letalskih bomb (polovica te količine je bila raztovorjena, ko je prišlo do eksplozije). Ubitih je bilo tristo šestdeset ljudi, 1730 pa je bilo ranjenih. Pristanišče je spet prenehalo delovati, tokrat za mesec dni.
- 9. 4. 1945 – Pogled iz vojašnice. Fotografija WOJG Hubert Platt Henderson, ki je bil v Bariju nameščen kot direktor 773. godbe
- 9. april 1945 – fotografija WOJG Huberta Platta Hendersona, ki je bil v Bariju nameščen kot direktor 773. godbe
- 9. april 1945 – fotografija WOJG Huberta Platta Hendersona, ki je bil v Bariju nameščen kot direktor 773. godbe

## Lega
Bari je največje mestno in metropolitansko območje na Jadranu. Leži v južni Italiji, na bolj severni zemljepisni širini kot Neapelj, južneje od Rima.
Bari ima sredozemsko podnebje (Köppen: Csa) z blagimi zimami in vročimi, suhimi poletji.

### Administrativna delitev
Bari je razdeljen na 5 občin (Municipi), ustanovljenih leta 2014. Občina je razdeljena tudi na 17 uradnih sosesk (quartieri).
| Št. | Ime         | Površina  | Prebivalci |
| --- | ----------- | --------- | ---------- |
| 1   | Municipio 1 | 24,07 km² | 113,378    |
| 2   | Municipio 2 | 15,44 km² | 91,303     |
| 3   | Municipio 3 | 22,51 km² | 50,742     |
| 4   | Municipio 4 | 33,16 km² | 38,566     |
| 5   | Municipio 5 | 21,56 km² | 30,209     |

## Arhitekturni poudarki
- Teatro Margherita.
- Teatro Piccinni.
- Orto Botanico dell'Università di Bari, botanični vrt.
- Santa Chiara, nekoč cerkev tevtonskih vitezov (kot Santa Maria degli Alemanni), danes pa je muzej. Obnovljena je bila leta 1539.
- Acquedotto Pugliese
- Srednjeveška cerkev San Marco dei Veneziani z rozeto na pročelju.
- Konservatorij v Bariju
- San Giorgio degli Armeni.
- Santa Teresa dei Maschi, glavna baročna cerkev v mestu (1690–1696).
- Plaža Pane e Pomodoro je glavna plaža v dosegu mesta. Njen ugled že nekaj let trpi zaradi očitne prisotnosti azbesta iz bližnjih industrijskih obratov.
- Bari ima dve morski pristanišči: staro in novo pristanišče, zgrajeno leta 1850.

### Bazilika sv. Nikolaja
Bazilika svetega Nikolaja je bila ustanovljena leta 1087 za sprejem relikvij tega svetnika, ki so jih prinesli iz Mire v Likiji in zdaj ležijo pod oltarjem v kripti, kjer so pokopani Topini, ki so dediščina starih tatov, spreobrnjenih v dobro vero. Cerkev je ena od štirih palatinskih cerkva v Apuliji (druge so stolnica v Acquaviva delle Fonti in v Altamuri ter cerkev Monte Sant'Angelo sul Gargano).

### Stolnica v Bariju
Stolnica v Bariju, posvečena svetemu Sabinu iz Canose (San Sabino), je bila ustanovljena v bizantinskem slogu leta 1034, vendar je bila uničena v obleganju mesta leta 1156. Nova stavba je bila tako zgrajena med letoma 1170 in 1178, deloma po navdihu sv. Nikolaja. Od prvotne stavbe so danes v transeptu vidne le sledi tlaka.
Kot primer apulijske romanske arhitekture ima cerkev preprosto romansko fasado s tremi portali; v zgornjem delu je okno rozeta okrašena s pošastnimi in fantazijskimi figurami. Notranjost ima glavno in dve stranski ladji, ki ju deli šestnajst stebrov z arkadami. V kripti so relikvije svetega Sabina in ikona Madonna Odigitrija.
Notranjost in fasada sta bili v 18. stoletju preurejeni v baročnem slogu, vendar so bili ti dodatki odstranjeni v obnovi v 1950-ih.

### Gledališče Petruzzelli
Gledališče Petruzzelli, ustanovljeno leta 1903, je gostilo različne oblike zabave v živo ali "Politeama" iz 19. stoletja. Gledališče je bilo skoraj uničeno v požaru 27. oktobra 1991. Ponovno so ga odprli oktobra 2009, po 18 letih.

### Švabski grad
Grad Normansko-Hohenstaufenski, splošno znan kot Castello Svevo (Švabski grad), je okoli leta 1131 zgradil Rogerij II. Sicilski. Leta 1156 je bil uničen, obnovil ga je Friderik II. Hohenstaufen. Grad zdaj služi kot galerija za različne začasne razstave v mestu.

### Pinacoteca Provinciale di Bari
Pinacoteca Provinciale di Bari (Pokrajinska galerija slik Barija) je najpomembnejša umetniška galerija v Apuliji. Prvič je bila ustanovljena leta 1928 in vsebuje številne slike od 15. stoletja do dni sodobne umetnosti.

### Ruska cerkev
Ruska cerkev svetega Nikolaja v okrožju Carrassi v Bariju je bila zgrajena v začetku 20. stoletja za sprejem ruskih romarjev, ki so prišli v mesto obiskati cerkev svetega Nikolaja v starem mestu, kjer so relikvije svetnika.
Mestni svet in italijanska nacionalna vlada sta bila pred kratkim vpletena v kompromis s Putinovo vlado v Moskvi, ko sta zemljišče, na katerem stoji cerkev, zamenjala za, čeprav posredno, vojašnico blizu osrednje železniške postaje v Bariju.

### Barivecchia
Barivecchia ali Stari Bari je množica ulic in prehodov, ki sestavljajo del mesta severno od sodobnega območja Murat. Barivecchia je bila do pred kratkim za številne prebivalce Barija prepovedano območje zaradi visoke stopnje drobnega kriminala. Začel se je obsežni načrt prenove z novim kanalizacijskim sistemom, ki mu je sledil razvoj dveh glavnih trgov, Piazza Mercantile in Piazza Ferrarese.

## Demografija
Od leta 2019 je v Bariju živelo 316.491 ljudi (približno 1,6 milijona jih je živelo na širšem območju Barija v letu 2015), od tega je bilo 47,9 % moških in 52,1 % žensk.  Povprečna starost prebivalcev Barija je 42 let. Trenutna rodnost v Bariju je 8,67 rojstev na 1000 prebivalcev v primerjavi z italijanskim povprečjem 9,45 rojstev.
Od leta 2015 je bilo 3,8 % prebivalstva tujih rezidentov.

## Kultura

### Fiera del Levante
Fiera del Levante, ki poteka septembra na lokaciji Fiera na zahodni strani središča mesta Bari, se osredotoča na kmetijstvo in industrijo. Obstaja tudi "Sejem narodov", ki prikazuje ročno izdelane in lokalno pridelane izdelke z vsega sveta.

### Kuhinja
Kuhinja v Bariju temelji na treh značilnih kmetijskih proizvodih, ki jih najdemo v okolici Apulije, in sicer pšenici, oljčnem olju in vinu. Domačo kulinariko bogati tudi pestra ponudba domačega sadja in zelenjave. Lokalna moka se uporablja pri izdelavi domačega kruha in testenin, med katerimi so predvsem znane testenine v obliki ušesa orecchiette, recchietelle ali strascinate, chiancarelle (orecchiette različnih velikosti) in cavatelli.
Domače testo uporabljamo tudi za pečene calzone, polnjene s čebulo, inčuni, kapre, olivami itd.; ocvrti panzeroti z mocarelo in/ali ricotto forte; focaccia alla barese s paradižnikom, olivami in origanom; mali pikantni taralli in večji frisel in sgagliozze, ocvrte rezine polente; vsi sestavljajo kulinarični repertoar prebivalcev Barija.
Kot prve jedi ali priloge pogosto postrežemo tudi zelenjavno mineštro, čičeriko, fižol, radič, zeleno in koromač.
Mesne jedi in lokalni ragù pogosto vsebuje jagnjetino in svinjino.
Pasta al forno, pečene testenine, so v Bariju zelo priljubljene in so bile zgodovinsko nedeljska jed oziroma jed, ki so jo uporabljali na začetku posta, ko je bilo treba iz verskih razlogov uporabiti vse bogate sestavine, kot so jajca in svinjina. Recept je običajno sestavljen iz penne ali podobnih cevastih testenin, paradižnikove omake, majhnih govejih in svinjskih mesnih kroglic ter prepolovljenih trdo kuhanih jajc. Testenine nato prelijemo z mocarelo ali podobnim sirom in jih nato spečemo v pečici, da ima jed svojo značilno hrustljavo teksturo.
Druga priljubljena jed iz testenin so špageti all'assassina. Gre za rahlo hrustljavo jed iz špagetov, kuhana v železni ponvi s česnom, olivnim oljem, čilijem, paradižnikovo omako in paradižnikovo juho.
Sveže ribe in morske sadeže pogosto jedo surove. Hobotnice, morski ježki in školjke so zelo pogoste. Morda najbolj znana jed Barija je pašteta, pečena v pečici, riso e cozze (krompir z rižem in školjkami).
Bari in celotna apulijska regija imata vrsto vin, vključno s Primitivo, Castel del Monte in Muscatom, zlasti Moscato di Trani.

## Šport
V mestu je med letoma 1947 in 1956 potekala dirka za Veliko nagrado Barija.

## Pobratena mesta
Bari je pobraten z:
- Banja Luka, Bosna in Hercegovina
- Batumi, Gruzija
- Krf, Grčija
- Durrës, Albanija
- Guangdžou, Kitajska
- Kostroma, Rusija
- Mar del Plata, Argentina
- Monte Sant'Angelo, Italija
- Palma de Mallorca, Španija
- Patras, Grčija
- San Giovanni Rotondo, Italija
- Słupsk, Poljska
- Szczecin, Poljska

## V popularni kulturi
Romani Guido Guerrieri Gianrica Carofiglia so postavljeni v Bari, kjer je Guerrieri kazenski odvetnik in vključujejo številne opise mesta.
Bari je eden od primarnih prizorišč detektivskega romana The Black Mountain avtorja Rexa Stouta. To je točka vkrcanja likov v komunistično Jugoslavijo.
V filmu Mostovi okrožja Madison iz leta 1995 je italijanska gospodinja Francesca Johnson (Meryl Streep) omenjena, da je iz Barija in je odraščala v Neaplju.
Film Edoarda Pontija iz leta 2020 La vita davanti a sé, v katerem igra Sophia Loren, je postavljen v Bari.

## Rojeni v  Bariju
- Licia Albanese, sopran
- Thiago Alcántara Do Nascimento, nogometaš
- Mario Nuzzolese, novinar
- Francesco Rossi, (1650-1725) operni skladatelj
- Giovanni Laterza, urednik
- Guido Marzulli, slikar
- Gianrico Carofiglio, avtor
- Marco Misciagna, violist in violinist